# Дривиц
Дри́виц или Дре́вцы (нем. Driewitz; в.-луж. Drěwcyо файле) — деревня в Верхней Лужице, Германия. Входит в состав коммуны Лоза района Баутцен в земле Саксония. Подчиняется административному округу Дрезден.

## География
Находится на северной окраине Минакальской пустоши в трёх километрах восточнее от границы коммуны юго-восточнее административного центра коммуны Лоза на территории западной части биосферного заповедника «Пустоши и озёра Верхней Лужицы». На севере деревни проходит автомобильная дорога S108 и железнодорожная линия. На юге располагается обширный лесной массив.
Соседние населённые пункты: на востоке — деревня Тране коммуны Боксберг, на западе — деревня Злычин и Бедрихецы.

## История
Впервые упоминается в 1509 году под наименованием Drewitz.
До 1957 года была административным центром одноимённой коммуны, с 1957 по 1994 года входила в коммуны Личин. С 1994 года входит в современную коммуну Лоза.
В настоящее время деревня входит в состав культурно-территориальной автономии «Лужицкая поселенческая область», на территории которой действуют законодательные акты земель Саксонии и Бранденбурга, содействующие сохранению лужицких языков и культуры лужичан.
Исторические немецкие наименования.
- Drewitz, 1509
- Triebiz, 1658
- Diebitz, 1732
- Triebitz, 1746
- Driewitz, 1791

## Население
Официальным языком в населённом пункте, помимо немецкого, является также верхнелужицкий язык.
Согласно статистическому сочинению «Dodawki k statisticy a etnografiji łužickich Serbow» Арношта Муки в 1884 году в деревне проживало 202 человека (из них — 200 серболужичан (99 %)).
Лужицкий демограф Арношт Черник в своём сочинении «Die Entwicklung der sorbischen Bevölkerung» указывает, что в 1956 году при общей численности в 150 человек серболужицкое население деревни составляло 91 % (из них верхнелужицким языком владело 112 взрослых и 24 несовершеннолетних).
| 1825 | 1871 | 1885 | 1905 | 1925 | 1939 | 1946 | 1950 |
| ---- | ---- | ---- | ---- | ---- | ---- | ---- | ---- |
| 152  | 209  | 197  | 159  | 155  | 138  | 157  | 155  |